# Airy Routier
Airy Routier, né le 8 mai 1945 à Lyon et mort le 17 juin 2020 à Paris,,, est un journaliste d'investigation français.

## Biographie
Diplômé de l'école supérieure de journalisme de Lille en 1968 et titulaire d'une maîtrise en sociologie, Airy Routier commence sa carrière au quotidien économique Les Échos en 1968. En juillet 1986, il rejoint le groupe Expansion, où il est rédacteur en chef adjoint de l'hebdomadaire La Lettre de l'Expansion, puis à partir d'octobre 1987 reporter au mensuel L'Expansion dont il devient rédacteur en chef adjoint en mars 1990.
Il est rédacteur en chef à l'hebdomadaire Le Nouvel Observateur de 1991 jusqu'à son départ à la retraite en janvier 2010, et travaille pour France Soir de 2010 à 2011.
Père de cinq enfants, il a été l'époux de la journaliste Valérie Lecasble, avec laquelle il a eu trois enfants.
Il meurt d'une longue maladie au matin du 17 juin 2020 à son domicile parisien auprès de ses fils et de sa compagne Nadia Le Brun,.

## La France sans permis
En 2007, Airy Routier publie le livre la France sans permis, dans lequel il part en croisade contre ce qu'il estime être les dérives de la répression routière. Il aborde plusieurs sujets : radars, contrôles, limitation de vitesse, permis à points, alcootests et sécurité routière. Lui-même a commis plusieurs infractions au code de la route : utilisation du téléphone au volant, un feu rouge grillé, et quelques excès de vitesse. Il a été arrêté plusieurs fois pour conduite sans permis à la suite de la perte progressive de tous ses points, et a été mis en garde à vue pour ce motif, ce qui a été le déclencheur de l'écriture de ce livre. Selon Airy Routier les Français seraient « épiés et sanctionnés pour des infractions mineures qui ne mettent en danger la vie de personne », et ils perdraient ainsi trop souvent leur permis. L'ouvrage a été tiré à 60 000 exemplaires.
Selon Le Figaro, la politique française concernant la sécurité « a permis de sauver 10 000 vies en moins de cinq ans », et l'ouvrage d'Airy Routier provoque « l'indignation des spécialistes de la sécurité routière ». Cécile Petit, déléguée interministérielle à la Sécurité routière, déclare : « Il est très choquant de voir prôner la délinquance de la route. Ce livre est rempli de contre-vérités et de raccourcis. Le permis à points est une démarche de responsabilisation. On ne perd pas son permis par hasard. » Geneviève Jurgensen, la fondatrice de la Ligue contre la violence routière, critique également l'ouvrage, affirmant notamment : « Si le message du livre est « tu feras toi-même le tri dans la loi », c'est un recul de civilisation. »
Moto Magazine critique l'ouvrage, car il « paraît banaliser la conduite sans permis ». Le magazine reproche à l'auteur de sembler « vouloir minimiser les infractions qui ont conduit au retrait du sien » : le magazine estime que griller un feu rouge et téléphoner au volant sont des actes aux conséquences éventuellement lourdes, avec notamment des motards renversés par des conducteurs plus concentrés sur leur conversation téléphonique que sur la route.
En septembre 2008, le professeur Claude Got publie un livre intitulé La violence routière, des mensonges qui tuent qui dénonce « des contre-vérités » contenues dans le livre. Fin décembre 2008, Airy Routier estime que plusieurs passages du chapitre 10 de ce livre portent atteinte à son honneur et entreprend une procédure judiciaire en diffamation. Celle-ci aboutit à la relaxe de Claude Got en 2009.

## Affaire du SMS de Nicolas Sarkozy
Le 6 février 2008, Airy Routier affirme sur le site internet du Nouvel Observateur que le président de la République, Nicolas Sarkozy, aurait envoyé un SMS contenant le message « Si tu reviens, j'annule tout » à son ex-épouse Cécilia Sarkozy, huit jours avant son mariage avec Carla Bruni. Démentant cette information, le chef de l'État, par l'intermédiaire de Me Thierry Herzog, porte plainte le lendemain au pénal pour « faux, usage de faux et recel », avant de retirer cette plainte le 19 mars 2008 après que Cécilia Sarkozy eut affirmé ne pas avoir reçu un tel message et qu'Airy Routier se fut excusé auprès de Carla Bruni « à titre personnel de l'avoir blessée », en maintenant toutefois ses informations. La validité des informations d'Airy Routier est cependant remise en cause par Claude Perdriel, PDG du Nouvel Observateur qui affirme que « Le SMS n'a pas existé effectivement » et précise par ailleurs que la date à laquelle ce SMS aurait été envoyé serait sujette à caution.

## Publications
- Airy Routier, La République des loups : Le pouvoir et les affaires, Paris, Éditions Calmann-Lévy, avril 1994, 285 p. (ISBN 2-7021-1819-4)
- Valérie Lecasble et Airy Routier, Le flambeur : la vraie vie de Bernard Tapie, Paris, Éditions Grasset, 26 octobre 1994
- Valérie Lecasble et Airy Routier, Forages en eau profonde : Les secrets de l'affaire Elf, Paris, Éditions Grasset, 20 mai 1998, 407 p. (ISBN 2-246-51241-7)
- Airy Routier, Blanc comme nègre : Entretiens de Omar Bongo avec Airy Routier, Paris, Éditions Grasset, 1er février 2001, 310 p. (ISBN 2-246-59321-2)
- Airy Routier, L'Ange exterminateur, Paris, Éditions Albin Michel, coll. « Documents », 29 janvier 2003, 300 p. (ISBN 2-226-13550-2)
- Airy Routier, L'arnaque : Quand l'Amérique rackette la France, Paris, Éditions Grasset, 9 mars 2005, 376 p. (ISBN 2-246-66941-3)
- Airy Routier, Le fils du serpent : Vie et mort du banquier Stern, Paris, Éditions Albin Michel, coll. « Essais Doc. », 1er juin 2005, 250 p. (ISBN 2-226-15997-5)
- Valérie Lecasble et Airy Routier, Le Phénix ou Le retour du Flambeur, Paris, Éditions Grasset, 1er mars 2006 (ISBN 2-246-70331-X)
- Airy Routier, Le Complot des paranos : Des frégates de Taïwan à l'affaire Clearstream, Paris, Éditions Albin Michel, 21 juin 2006, 220 p. (ISBN 2-226-17505-9)
- Airy Routier, La France sans permis, Éditions Albin Michel, coll. « Essais et documents », 1er mars 2007, 244 p. (ISBN 2226176055)
- Airy Routier, Enquête sur un juge au-dessus de tout soupçon. Philippe Courroye, un pouvoir, Librairie Arthème Fayard, coll. « Essais », 12 janvier 2011, 336 p. (ISBN 221365610X)
- Nadia Le Brun et Airy Routier, Je t'haine, moi non plus, First Éditions, 2014, 320 p. (ISBN 978-2754059046)
- Nadia Le Brun et Airy Routier, Notre-Drame de Paris, Éditions Albin Michel, 2017, 240 p. (ISBN 978-2226397867)
- Nadia Le Brun et Airy Routier, Sainte Anne !, Éditions Albin Michel, 2019, 256 p. (ISBN 978-2226443564)